# Grønlandskommissionen
Grønlandskommissionen blev nedsat november 1948 af Statsminister Hans Hedtoft for at stille forslag til løsning af grønlandske problemer. Hovedkommissionen bestod af 16 medlemmer (heraf 4 danske politikere, 4 grønlandske landsrådsmedlemmer samt kommissionens eneste kvindelige medlem Katrine Chemnitz). De 9 underkommissioner havde i alt 105 medlemmer, hvoraf 12 grønlændere. Kommissionens betænkning fra februar 1950 dannede samme år grundlag for en nyordning af de grønlandske forhold. Monopol og besejlingsforbud blev ophævet, og privat dansk initiativ blev tilladt at virke i Grønland.

## Baggrund
Da forbindelserne til Danmark knyttedes igen i 1945 var der blandt ledende grønlændere store forventninger om reformer. Typisk var en udtalelse af (den senere grønlandske radiofonichef) Frederik Nielsen. Han skrev den 1. juni 1945 i Grønlandsposten:
"Vi må være forberedt på, at ved genoptagelsen af den direkte forbindelse med Danmark, står Grønland over for springet ind i en ny tid ... Vi må stille krav om, at Grønlands forbindelse Danmark bliver klart præciseret. Udgør vi en del af Danmark dansk indfødsret, eller udgør vi en kolonibefolkning med specielle love? Vi ønsker nærmere tilknytning til Danmark. Den europæiske kultur vil vi gerne beholde og udvikle, for den er vort eksistensgrundlag. Vi er gledet bort fra den gamle eskimoiske nu må vi tilpasse os i strømlejet, og det vigtigste er det danske sprog. Nationalfølelse består ikke i en fastholden i gamle skikke, men i at sikre betingelserne for slægtens beståen og udvikling."
Augo Lynge, der senere blev den første grønlandske folketingsmand, skrev i det samme år:
"Lad os bare sige det åbent: vi ønsker udvikling inden for det danske rige til social, politisk, økonomisk og kulturel ligestillethed. krav, samme pligter, samme chancer for danskere for grønlændere eller med andre ord, vi ønsker ud af grønlænderen at gøre en god dansk borger."
Samme år skabte forfatteren Ole Vinding røre med sin bog "Grønland 1945", hvori han rettede et voldsomt angreb på ledelsen af Grønlands styrelse. Det var ikke statsmonopolet som sådant, han var ude efter, men den måde hvorpå dette var blevet administreret. Resultatet af monopolet var efter hans opfattelse blevet en grønlandsk befolkning, levede under de ringest mulige sociale forhold med bolignød, en forrygende tuberkulose, et dårligt ordnet næringsliv og en i politisk og administrativ henseende næsten fuldstændig umyndiggørelse. Skønt han ønskede reformer, gik han imod tankerne om at lukke Grønland op for danske nybyggere.
En journalistdelegation, der besøgte øen i sommeren 1946, var lige så kritisk, og virkningerne af denne kritik udeblev ikke: I det følgende år steg Grønlandsdebatten til hidtil ukendte højder, og kravet om nedsættelse af en Grønlandskommission blev stadig stærkere. Utilfredsheden blandt grønlandske politikere og stemningen i den danske befolkning var baggrunden for Hans Hedtofts rejse til Grønland i 1948. Problemet for efterkrigens politikere var, at de havde arvet en koloni fra tidligere generationer. Det stod ikke i noget partiprogram, at landet skulle forblive en kolonimagt. Men problemet skulle løses: hvorledes afvikler man et tidligere koloniområde? At give grønlænderne selvstændighed var på daværende tispunkt af praktiske grunde utænkeligt, og – som det fremgår af de grønlandske udtalelser – ej heller ønsket af grønlandske befolknings repræsentanter. Hvad, grønlænderne ønskede, var ligestilling, og det opfattedes den gang som ønsket om at få ligeret med danske i legal og ikke mindst i materiel henseende. Da Hans Hedtoft under sin rejse stillede det grønlandske landsråd spørgsmålet om nedsættelse af en grønlandskommission, kunne Gerd Egede svare, at man i en betænkning fra 1946 enstemmigt havde besluttet at bevare det hidtidige handelsmonopol,
"Men nu er Landsrådet af den opfattelse, at der foreligger tilstrækkeligt til at gå ind på gennemgribende ændringer; idet Ønsket i befolkningen om erhvervsøkonomisk og kulturelt at komme på højde med andre nationer er blevet så stærkt, at Landsrådet kan sidde det overhørigt. Det private danske initiativ sig netop stærkere gældende end hidtil ved at oplære grønlænderne til at drive erhverv ved anvendelse af de moderne fangstmetoder, og de frie grønlandske erhverv ønsker at gribe denne mulighed til samarbejde med de private danske erhverv. Dette ønske er nu så klart udtalt, at Landsrådet betragter virkeliggørelsen som sin uafviselige opgave."
Hans Hedtoft kunne således vende hjem med Landsrådets tilslutning til sine kommissionsplaner, og kort efter sin hjemkomst nedsatte han den store Grønlandskommission, der tog fat på sit arbejde i slutningen af januar 1949.

## Medlemmer
Kommissionen bestod af følgende medlemmer og bisiddende kommissionsmedlemmer:
- Departementschef i Socialministeriet: Hans Henrik Koch, formand
- Kaptajn Johannes Balle, tolk
- Departementschef Eske Brun
- Repræsentant for de grønlandske husmoderforeninger fru Kathrine Chemnitz
- Kontorassistent Jørgen Chemnitz
- Læge A. Laurent Christensen
- Landsfoged Niels Otto Christensen
- Departementschef B. Dinesen
- Pastor Gerhard Egede
- Efterskoleforstander Mikael Gam
- Fuldmægtig Mogens Grau
- Afdelingschef Fr. Grünfeld
- Kolonibestyrer Leif Regnar Hagensen
- Kontorchef G. Henriksen
- Fåreholder Louis Jensen
- Fuldmægtig Otto Jensen
- Civilingeniør Ove Kampmann
- Overkateket Søren Kaspersen
- Fisker Elias Kleist
- Distriktslæge Axel Laurent-Christensen
- Fuldmægtig K. Budde Lund
- Redaktør Kristoffer Lynge
- Fanger Manasse Mathæussen
- Fåreavler Peder Motzfeldt
- Departementschef Andreas Møller
- Medhjælper Andreas Nielsen
- Fuldmægtig Finn Nielsen
- Landsrådsmedlem Peter Nielsen
- Fåreavlsassistent/bestyrer i Julianehåb Louis Jensen
- Landsfoged Carl Frederik Simony
- Afdelingschef P. Villadsen

Grønlands styrelse havde 25 repræsentanter, andre offentlige myndigheder 36, 7 var danske politikere.

## Arbejdsmåde
Kommissionen havde en effektiv arbejdsmåde. Hovedkommissionens sekretariat leverede baggrundsmaterialet (historisk baggrund og den aktuelle problemstilling). Efter drøftelse(r) i underkommissionen udarbejdede dens sekretariat et udkast til betænkning, der derpå blev tilpasset til medlemmernes godkendelse. Derefter sendtes den til hovedkommissionen til endelig godkendelse. Det gav et udfald uden en eneste mindretalsudtalelse. Eventuel uenighed ligger gemt i kommissionernes arbejdsarkiver og kom ikke til offentlighedens kendskab.

## Betænkningen
Den samlede betænkning bestod af 6 bind, i alt 1100 sider. Den lå færdigtrykt den 28. marts 1950.
Betænkningens enkelte bind omfattede følgende emner:
bind 1. Struktur og arealplanlægning.
bind 2. Politisk/administrative forhold, tekniske forhold, videnskabelig udforskning, fiskeriinspektion, bevogtningstjeneste samt retssystemet.
bind 3. Skolevæsen, kirke, kulturelle forhold.
bind 4. Sundhedsforhold (især tuberkuloseproblemet), boligbyggeri og sociale forhold.
bind 5. Erhvervsmæssige og økonomiske forhold.
bind 6. Forholdene i Thule og på østkysten.

### Forslag
I betænkningen lagdes der op til en stribe forandringer i de grønlandske forhold.

#### Styring
Ledelsesmæssigt ønskede man et samlet landsråd og en landsfoged i stedet for de to (for henholdsvis Nord- og Sydgrønland), man havde haft hidtil. Disse nye samlede landsinstitutioner skulle have større beføjelser: landsrådet skulle kunne vedtage love og andre tiltag uden forudgående godkendelse i København og desuden disponere over de offentlige grønlandske kasser. Landsfogden fik bemyndiget tilsynet med landsrådets dispositioner og større rådighedsret over de midler, der ved bevillinger var stillet til rådighed for den grønlandske udvikling. Landsrådet havde i 1948 sagt nej tak til muligheden for repræsentation i rigsdagen, men kommissionen anbefalede de daværende forfatningskommission at tage spørgsmålet op ud fra formodningen om, at "synet på dette spørgsmål senere vil ændre sig". Overhovedet anbefaledes fast kontakt mellem rigsdagen og Grønlandsudvalget.
De gamle sysselråd skulle nedlægges og erstattes af et antal større kommuner – 13, 18 eller 24 – dog først efter at have indhentet en udtalelse fra landsrådet. Til løsning af tekniske opgaver som arkitekturopgaver i bygningsvæsenet, bygningstekniske opgaver ved anlægsarbejder, maskin- og kemotekniske opgaver i fabrikker og levnedsmiddelvirksomhed samt elektrotekniske opgaver inden for kommunikationsvæsenet skulle der oprettes et helt nyt organ: Grønlands Tekniske Organisation (GTO) som afdeling under Grønlands Styrelse.

#### Arealudvikling
Arealanvendelsesmæssigt ønskede man at samle bebyggelse og anlægsvirksomhed under hensyn til det fremtidige storfiskeri for derved at opnå en bedre udnyttelse af industrielle anlæg og samtidig samle uddannelses-, sundheds- og kulturinstitutioner. Man pegede her på Narssaq i Sydgrønland, Egedesminde i Nordgrønland og Godthåb eller omegn som velegnede samlingssteder. Omvendt ansås Upernavik, Umanaq og Kap Farvel-distriktet som områder, hvorfra en (frivillig) befolkningsafgang forventedes. For Østgrønland, der var svagt befolket, ønskede man mindre tiltag på sundheds- og uddannelsesområdet.

#### Forskning
På forskningsområdet ønskede man en effektivisering af "Kommissionen for Videnskabelige Undersøgelser i Grønland" dels ved at gøre statsministeren til formand og direktøren for Grønlands Styrelse til næstformand, dels ved at supplere den faglige ekspertise, der skulle virke inden for kommissionens rammer, herunder med læreren i eskimoisk sprog og kultur ved Københavns Universitet og Nationalmuseets etnografiske afdeling. Dog skulle Grønlands Geologiske Undersøgelser være selvstændig, underlagt Styrelsen.

#### Fiskeriinspektion m.v.
Fiskeriinspektion og bevogtningsopgaver skulle videreføres og udbygges.

#### Retsvæsen
Retsvæsenet skulle omlægges radikalt. For det første skulle det være fælles for danske og grønlændere i landet. For det andet skulle det udskilles fra administrationen og have egen appeldomstol med en juridisk uddannet dommer som formand og en underret for hver kommune med retsformænd udpeget af appeldomstolens formand. To meddommere ved appeldomstolen skulle udpeges af landsrådet, to meddommere ved hver underret skulle udpeges af det pågældende kommuneråd. Politi skulle indføres (i alt 5 betjente) med landsfogden som øverste chef. Endelig skulle lovgivningen laves om, så at danskere og grønlændere ville blive dømt ens.

#### Uddannelse
Uddannelsessystemet skulle forbedres. Målet var en professionalisering af lærerstanden ved uddannelse i Danmark. Danske lærere ville i begyndelsen blive nødvendige. Undervisning i dansk skulle sikre, at grønlænderne efterfølgende fik mulighed for en videre uddannelse i Danmark.

#### Sundhedsvæsen
Tuberkulose var et alvorligt problem: en tredjedel af alle grønlændere døde af denne årsag (mod 4 promille i Danmark). Der skulle derfor i Grønland gennemføres en landsomfattende tuberkuloseundersøgelse og calmettevaccination. 10 af 16 sygehuse skulle fortsætte, 6 nye skulle erstatte gamle og have udvidet sengekapacitet (de gamle skulle i stedet bruges til plejehjemsformål). To nye plejehjem og et nyt hospital til 20 tubekulosepatienter skulle opføres, desuden et centralsanatorium og lokal tuberkuloseafdeling i Godthåb. Den samlede sengekapacitet skulle forøges fra 342 til 762 pladser. Lægernes antal skulle øges fra 14 til 26, sygeplejerskernes antal fra 22 til 37.

#### Boligforhold
Den eksisterende boligmasse ansås for utilfredsstillende og kasseret som helhed. Den skulle erstattes af helt nye boliger, i alt 6.000 nye boliger i løbet af 20 år. Et samlet byggeprogram omfattende 8 hustyper blev opstillet. De hidtidige etrums-boliger skulle erstattes af boliger med et eller flere værelser, desuden særskilt køkken, vindfang, forrum, vaskerum, forrådsrum, brændselsrum og toilet – alt i alt en voldsom forbedring af boligstandarden. Hver person ville i gennemsnit få tre gange så meget plads indendørs som hidtil, der blev regnet med eget rum til børnene, og hver skulle have sin egen seng. Det hele skulle finansieres af den danske stat i fornødent omfang – i alt et anlægsbudget på 21,5 mio. kroner over 10 år.

#### Erhvervsliv
Fiskeriet i Grønland skulle udvikles. Der blev oprettet en konjunkturudligningsfond, hvis midler blandt andet skulle finansieres af de danske og færøske kuttere, der ville virke i grønlandske farvande. Der skulle oprettes en licensordning, der blandt andet skulle sikre, at grønlændere udgjorde indtil halvdelen af kutternes besætninger. Der skulle oprettes en erhvervslånefond til finansiering af indtil 50% af investeringskapitalen i eksisterende og nye virksomheder. For at give grønlændere mulighed for selv at anskaffe sig kuttere, skulle der kunne udlånes indtil 45% af købsprisen som 1. prioritet og yderligere 20% som 2. prioritet, idet yderligere 20% i 3. prioritet skulle kunne ydes af den grønlandske erhvervslånefond således, at der kun var 15% at indskyde som egenkapital og kun 65% at afdrage og forrente, idet 2. prioriteten blev undtaget herfra.
Handelen forblev mere eller mindre et monopol, af hensyn til forsyningssikkerhed, ens salgspriser og for at undgå at private tog de profitale dele af handelen og overlod de underskudsgivende til statshandelen. Dog så man gerne, at den interne butikshandel gik over til private grønlændere.

## Virkninger
Betænkningen udløste en række love, nemlig:
- Lov om Grønlands landsråd og kommunalbestyrelser m.v.
- Lov om skolevæsen i Grønland.
- Lov om kirken i Grønland.
- Lov om sundhedsvæsen i Grønland.
- Lov om Den kgl. grønlandske Handel.
- Lov om udøvelse af erhverv i Grønland.
- Lov om en grønlandsk erhvervslånefond.
- Lov om de offentlige grønlandske kasser.

Disse love blev alle forelagt Folketinget den 27. april, de var til førstebehandling den 3. maj og blev vedtaget den 27. maj. I Landstinget skete behandlingen den 24.-25. maj, og den 27. maj underskrev kongen lovene. Lovene var rammelove. Lovene havde et bredt flertal omfattende Socialdemokratiet, Det radikale Venstre, Venstre (med enkelte undtagelser) og Det konservative Folkeparti. Imod var DKP, der frygtede "kapitalismens udbytning", og Retsforbundet, der på den ene side ønskede endnu friere forhold i Grønland, på den anden var imod at fordanske grønlænderne; målet skulle være at hjælpe grønlænderne til frihed og selvstændighed uafhængigt af Danmark. Lovene blev vedtaget med 93-95 stemmer for, 13-15 undlod at stemme.
Senere fulgte:
- Lov om rettens pleje i Grønland af 14. juni 1951, og
- Kriminallov for Grønland af 5. marts 1954,

hvorved skelnen mellem dansk og grønlandsk ret blev endegyldigt ophævet.
Endelig bør nævnes, at ved Grundloven af 5. juni 1953 ophørte Grønland juridisk at have status som "koloni" og blev en ligestillet del af riget med 2 repræsentanter i Folketinget.